# Jimmy Durano

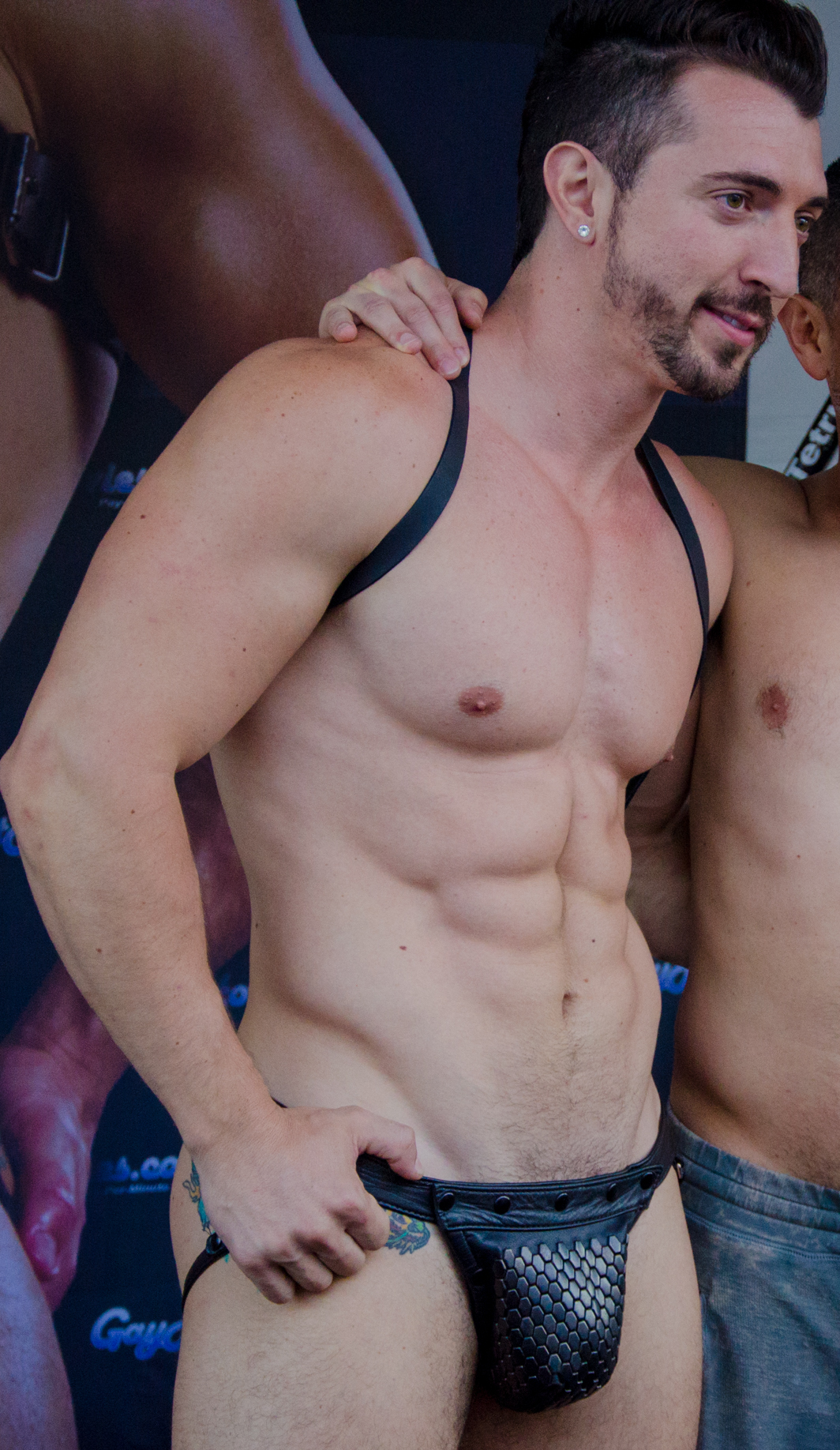
Jimmy Durano, 2013

Jimmy Durano (* 18. September 1986) ist ein US-amerikanischer Pornodarsteller.

## Leben
Durano ist als Pornodarsteller in den Vereinigten Staaten tätig. Er erhielt bedeutende Preise der US-amerikanischen Pornoindustrie.

## Filmografie (Auswahl)
- 2014: Want It Now
- 2014: Hard Time
- 2014: Man Power
- 2014: Turn It Up
- 2013: Easy Summer
- 2013: Grind
- 2013: Heatstroke
- 2013: My Doctor Sucks
- 2013: Pumped
- 2013: Rock Star!
- 2013: Rub Me Right
- 2013: The Sub
- 2013: Throb
- 2013: Working Stiffs
- 2012: Gentlemen Vol. 5: Business & Pleasure
- 2012: Pantyhos
- 2012: Cock Riders
- 2012: Fucked Up
- 2012: Stages of Sex
- 2012: All Stars
- 2012: Foul Play
- 2012: Hungover
- 2012: Kiss Lick Suck Fuck
- 2012: Malpractice
- 2012: Picture Perfect
- 2012: Tools of the Trade
- 2012: Trunks 7
- 2012: Wrecking Crew
- 2011: Blind Spot
- 2011: Jersey Score 2
- 2011: Brother Fucker
- 2011: Incubus
- 2011: Point & Shoot
- 2010: Grand Slam: Little Big League IV
- 2010: Affirmative Blacktion
- 2010: Steven Daigle XXXposed
- 2010: Raising the Bar

## Preise und Auszeichnungen (Auswahl)
- 2012: Grabby Awards - Best Cum Scene (gemeinsam mit Cameron Marshall und Dominic Pacifico)
- 2013: Grabby Awards - Performer des Jahres
- 2013: Grabby Awards - Hottest Top[1]
- 2013: Cybersocket Web Awards - Bester Porn Star